# Pseudapocryptes borneensis
Pseudapocryptes borneensis é uma espécie de peixe da família Gobiidae e da ordem Perciformes.

## Morfologia
- Os machos podem atingir 12 cm de comprimento total.[4][5]

## Habitat
É um peixe de clima tropical e demersal.

## Distribuição geográfica
É encontrado na Ásia: Camboja, Timor Oriental, Indonésia, Malásia e Singapura.

## Uso comercial
Está presente, por vezes, nos mercados locais do delta do rio Mekong.

## Observações
É inofensivo para os humanos.